# 朝来村 (京都府)
朝来村（あせくむら）は、京都府加佐郡にあった村。現在の舞鶴市の北東部、東舞鶴市街地の北東一帯にあたる。

## 地理
- 海洋：若狭湾
- 山岳：愛宕山
- 峠：塩汲峠

## 歴史
- 1889年（明治22年）4月1日 - 町村制の施行により、杉山村・笹部村・登尾村・岡安村・白屋村・長内村・吉野村・朝来中村・大波上村・大波下村の区域をもって発足。
- 1942年（昭和17年）8月1日 - 新舞鶴町に編入。同日朝来村廃止。